# Martin Pedersen
Martin Pedersen (ur. 10 września 1983 roku w Aalborgu) – duński piłkarz występujący na pozycji obrońcy. Od 2009 roku gra w klubie Vejle BK.

## Kariera
Pedersen swoją karierę rozpoczął w 2002 roku w miejscowym klubie Aalborg BK. Grał w nim na pozycji obrońcy aż do lipca 2005 roku, kiedy to rozpoczął przygodę z inną duńską drużyną SønderjyskE Fodbold. Wychowanek Aalborga spędził w SønderjyskE tylko jeden sezon i w czerwcu 2006 roku powrócił do drużyny. W barwach Aalborga Pedersen grał do stycznia 2009 roku. W czasie zimowego okienka transferowego Martin ponownie zmienił klub. Podpisał obowiązujący do czerwca 2012 roku kontrakt z Vejle BK, z którym podobnie jak z Aalborgiem występuje w duńskiej Superligaen.